# Stendhal (trein)
De Stendhal was een internationale nachttrein tussen Parijs en Italië. De trein werd genoemd naar Marie-Henri Beyle, een uit Grenoble afkomstige dichter die schreef onder het pseudoniem Stendhal.

## EuroCity
De Stendhal werd op 31 mei 1987 als een van de acht nachttreinen in het EuroCity net opgenomen voor het traject Parijs - (Mont Cenis) - Turijn - Milaan. Op 22 mei 1993 reed de Stendhal voor het laatst als EuroCity.

## EuroNight
Omdat vanaf 1993 de naam EuroCity slechts is voorbehouden aan dagtreinen is de Stendhal ondergebracht in het toen gestarte EuroNight netwerk. De exploitatie van de trein kwam in 1995 in handen van Artesia, een dochterbedrijf van de FS en de SNCF dat is opgericht voor de exploitatie van de treindienst tussen Frankrijk en Italië. Sinds 11 december 2011 is de exploitatie van de trein overgegaan op Thello. Op 10 maart 2020 werd de verbinding door coronapandemie stilgelegd. Op 1 juli 2021 maakte Thello bekend dat de exploitatie van de nachttrein definitief is beëindigd.

### Route en dienstregeling
De route van de trein bleef ongewijzigd tot 12 december 2004. Vanaf dat moment rijdt de trein niet meer via de Mont Cenis route maar via de Simplontunnel door Zwitserland. De twee treinen die voordien deze route gebruikten, EN Galilei en de EN Rialto zijn toen opgeheven. De rijtuigen voor Venetië werden tussen Parijs en Domodossola meegenomen door de Stendhal. Tussen Domodossola en Venetië werden de rijtuigen door andere treinen meegenomen.